# Callistocypris
Callistocypris is geslacht van mosselkreeftjes uit de familie van de Cyprididae. De wetenschappelijke naam van de soort is voor het eerst geldig gepubliceerd in 1980 door Schornikov.